# Menteith

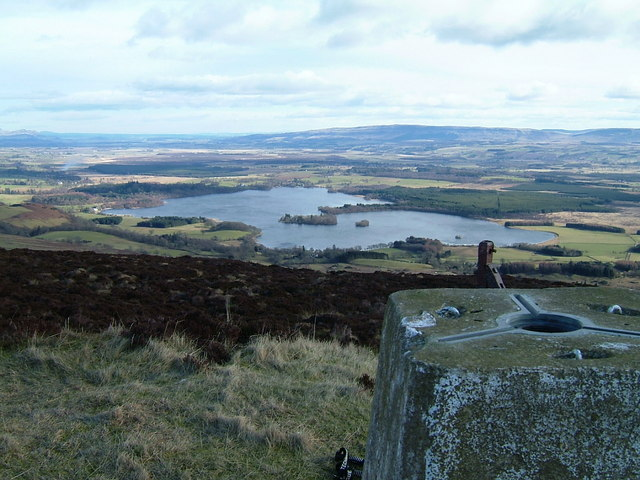
Blick auf das Gebiet um den See

Menteith oder Monteith (gäl. Tèadhaich) ist ein Gebiet südlich von Perthshire in Schottland.

## Geschichte
Es ist annähernd deckungsgleich mit dem Territorium zwischen den beiden Flüssen Teith und Forth. Die Region ist nach dem Teith benannt, die exakte Etymologie ist ungeklärt. Frühe Formen sind Meneted, Maneteth und Meneteth.
Erstmals wurde das Gebiet als Mormaerdom of Menteith erwähnt und Gille Críst, Earl of Menteith war der erste bekannte Mormaer. Die Ländereien und die Grafschaft fielen an Walter Comyn und seiner Frau Isabel, Countess of Menteith. Danach kamen sie durch Isabels Schwester Mary, Countess of Menteith an das Haus Stewart. Letztlich fiel es an die Grahams, deren Geschlecht 1694 ausstarb.

## See von Menteith
Der Lake of Menteith liegt 24 Meilen südlich von Loch Venachar. Er ist 14 Meilen lang und eine Meile breit und beherbergt drei Inseln. Auf Inchmahome (Innis MoCholmaig, Insel des hl. Colmaig) stehen die Ruinen der Inchmahome Priory, einer augustianischen Priorei, die 1238 von Walter Comyn gegründet wurde und im frühen englischen Stil mit einer kunstvollen westlichen Tür erbaut wurde. Maria Stuart lebte im Alter von vier Jahren auf der Insel bis zu ihrer Abreise nach Dumbarton Castle und nach Frankreich 1548 einige Wochen. Auf Inch Talla stehen die Ruinen des Turmes der ersten Grafen von Menteith aus dem Jahr 1428. Das Dorf Port of Menteith liegt am Nordufer des Sees.

## Menteith bei Shakespeare
In Shakespeares Macbeth ist Menteith ein schottischer Edelmann. Er tritt im fünften Akt auf und ist mit Malcom et al. verbündet, um sich Macbeths Usurpation entgegenzustellen.